# 五助橋断層

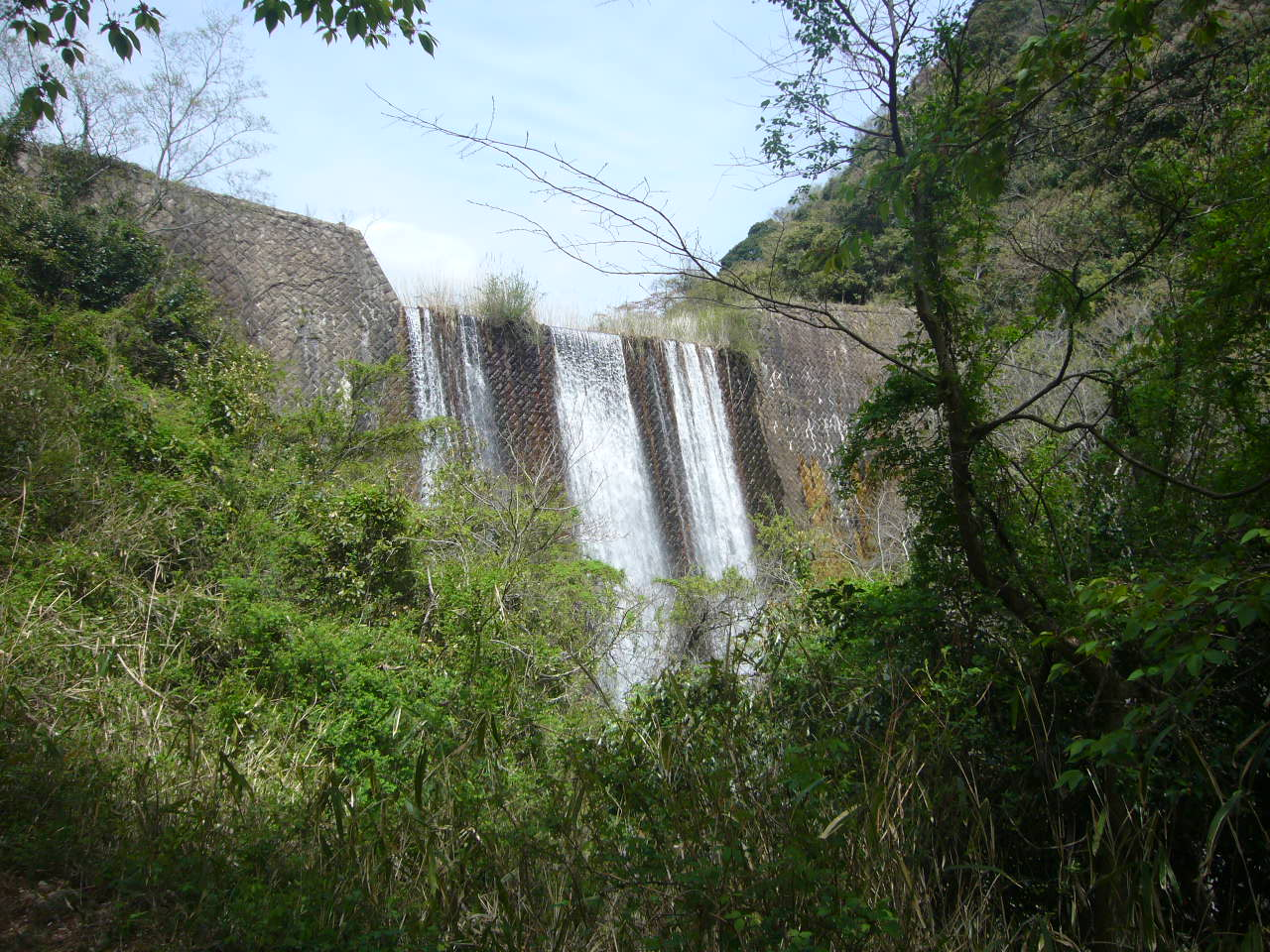
五助堰堤

五助橋断層（ごすけばし だんそう）は、兵庫県神戸市の六甲山地の南麓を北東から南西方向に延びる逆断層である。

## 概要
六甲・淡路島断層帯の主要断層のひとつである五助橋断層は、断層の北側が隆起する右横ずれの断層である。
六甲山主稜線の南側は、海側より芦屋断層、五助橋断層、大月断層が並行して存在し、階段状地形となっている。
名前はかつて存在した、五助橋に由来する。
変位量
石屋川支流を横切る場所で約300mの右横ずれ屈曲が確認されていて、これが約20万年前の高位段丘形成より後に生じた変位として、右横ずれ変位速度を約1.5ｍ／千年と推定している。
また、五助谷の露頭において、約3万2千年前の段丘堆積物が約10ｍ変位していることなどから、平均上下変位速度を約0.3m/千年と推定している。
過去の活動
阪神・淡路大震災時において、五助橋断層は目立った動きを認められていないが、1596年の慶長伏見地震で動いたのではないかと推定されている。

## 地図
大月断層（水色）、五助橋断層（黄色）のおおよその位置：● （表示環境により位置がズレることがある）